# Velilla de los Ajos
Velilla de los Ajos es un municipio y localidad española de la provincia de Soria, en la comunidad autónoma de Castilla y León. El término municipal, ubicado en la comarca de Almazán, tiene una población de 15 habitantes (INE 2024). 

## Geografía
Pertenece al partido judicial de Almazán. Desde el punto de vista jerárquico de la Iglesia católica forma parte de la diócesis de Osma la cual, a su vez, pertenece a la archidiócesis de Burgos, aunque históricamente ha pertenecido al obispado de Sigüenza en el arciprestazgo de Almazán. En el siglo XIX se menciona la existencia de «buenos montes de encina y roble» en el término.

## Historia
A la caída del Antiguo Régimen la localidad se constituye en municipio constitucional en la región de Castilla la Vieja, partido de Almazán, que en el censo de 1842 contaba con 71 hogares y 280 vecinos. A mediados del siglo XIX, el lugar tenía contabilizadas 90 casas. Aparece descrito en el decimoquinto volumen del Diccionario geográfico-estadístico-histórico de España y sus posesiones de Ultramar de Pascual Madoz de la siguiente manera:

VELILLA DE LOS AJOS: l. con ayunt. en la prov. de Soria (7 leg.), part. jud. de Almazan (6), aud. terr. y c. g. de Búrgos (25), dióc. de Sigüenza (11). sit. en una elevacion entre 2 arroyos, goza de buena ventilacion y clima sano. Tiene 90 casas, la consistorial, escuela de instruccion primaria á cargo de un maestro, que percibe una corta dotacion; hay 2 pósitos, uno nacional y otro pio; una igl. parr. (San Pedro Apóstol) servida por un cura y un sacristan: confina el térm. con los de Seron, Cañamaque, Majan, Nolay y Bliecos; dentro de él se encuentran varios manantiales y una ermita (San Millan): el terreno, fertilizado por los indicados arroyos, participa de quebrado y llano, y es de buena calidad; comprende 2 deh. de pasto y buenos montes de encina y roble. caminos: los que dirigen á los pueblos limítrofes. correo: se recibe y despacha en Almazan. prod.: trigo, cebada, avena, legumbres, algunas verduras, leñas de combustible y buenos pastos con los que se mantiene ganado lanar, vacuno y algo de mular. ind. la agrícola, 2 molinos harineros, 2 telares de lienzos y paños ordinarios, y 4 cardadores. comercio: esportacion de algun ganado y lana, é importacion de los art. que faltan. pobl.: 71 vec., 280 alm. cap. imp.: 44,235 rs. 30 mrs.
(Madoz, 1849, p. 654)

En el Nomenclátor descriptivo, geográfico y estadístico del Obispado de Sigüenza (1886) la localidad aparece descrita como sigue:

«... Distante siete leguas de Soria su provincia y audiencia, tres de Almazán su partido judicial, y once de Sigüenza, suma 350 almas, y se halla situado en una elevación, entre dos arroyos disfrutando clima sano, y bastante frío. 
Tiene Iglesia parroquial de primer ascenso, dedicada a San Pedro apóstol; una ermita de San Millán, escuela incompleta retribuida con 500 pesetas anuales, casa y retribuciones, pósitos, molinos harineros, dehesas de encina y roble, caza menor y buenos pastos para toda clase de ganado. 
A la iglesia, se le han añadido recientemente dos capillas, y celebra su fiesta anual a San Antonio. 
El término, dentro del cual brotan varios manantiales, confina con los de Maján, y Nolay, de este obispado, y con los de Serón, Cañamaque y Bliecos, del de Osma. 
El terreno, que participa de quebrado y llano, es de primera, segunda y tercera calidad, produciendo buenos cereales, legumbres, hortalizas y algo de fruta. 
El curato, tiene casa rectoral, y corresponde al arciprestazgo de Almazán, y al centro de Conferencias de Maján, donde ásiste con Momblona y Alentisque. Dista veinticinco leguas de Burgos, su Capitanía general y audiencia antigua....»

## Demografía
Cuenta con una población de 15 habitantes (INE 2024).
| Gráfica de evolución demográfica de Velilla de los Ajos entre 1842 y 2021                                             |
| |
| Población de derecho según los censos de población del INE. Población de hecho según los censos de población del INE. |

## Patrimonio

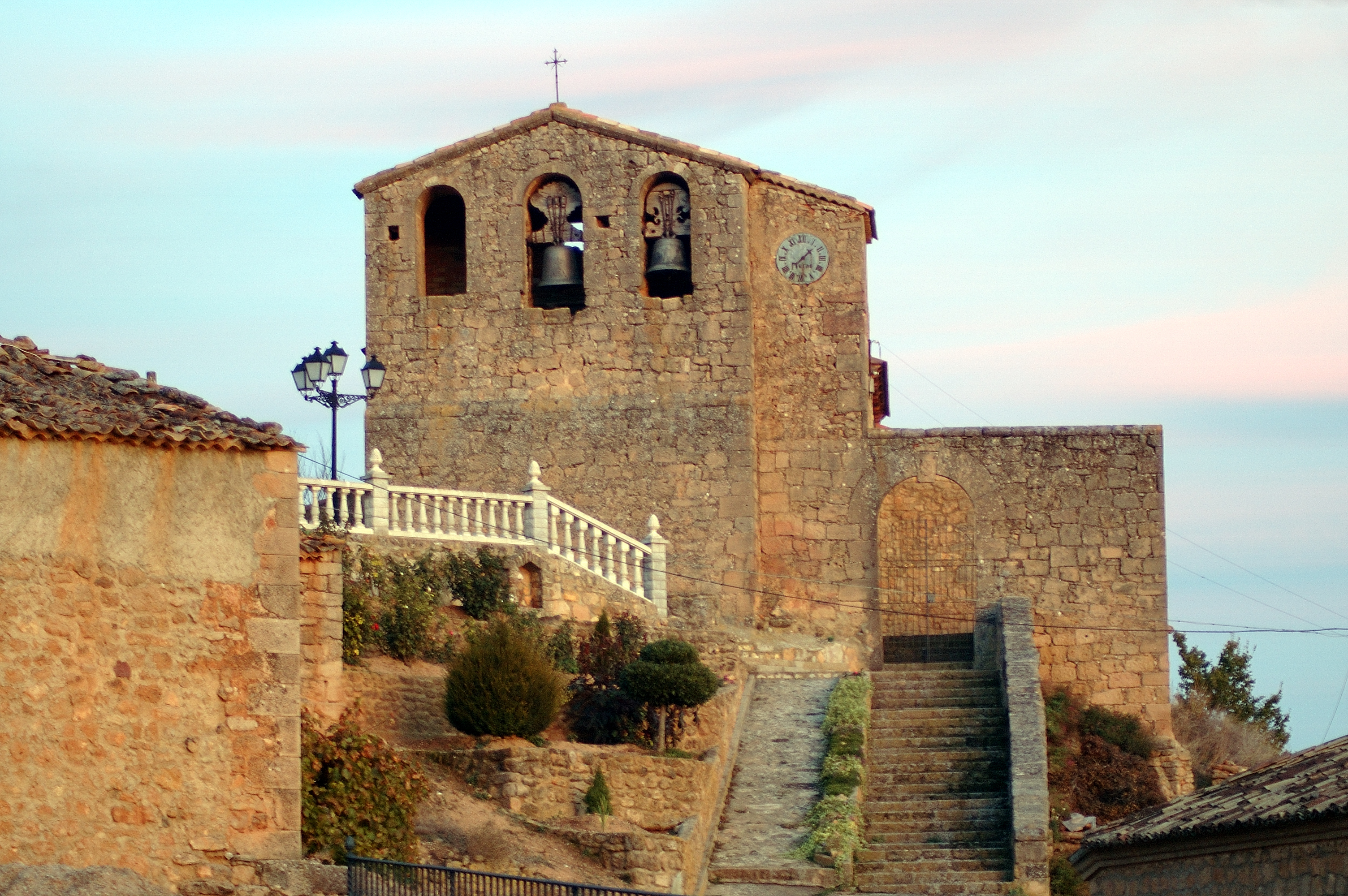
Iglesia de San Pedro Apóstol

En la localidad hay una iglesia bajo la advocación de Santiago Apóstol.